# Tatomir
Tatomir (macedónul: Татомир) település Észak-Macedóniában, a Északkeleti körzetben, Kratovo községben.

## Népesség
| Lakosok száma | 376  | 424  | 391  | 332  | 174  | 135  | 84   | 42   |
|               | 1948 | 1953 | 1961 | 1971 | 1981 | 1991 | 2002 | 2021 |

- 2002-ben 84 lakosa volt, akik mindannyian macedónok.